# モノクローム・ヴィーナス
『モノクローム・ヴィーナス』は池田聡のデビュー・シングル。1986年8月5日に発売された。

## 解説
発売当初、オリコンチャートの順位は28位であったが、タイアップされたスズキ・アルトのCMが放映されると楽曲も注目され、売り上げも上昇。ランキング最高位9位を記録。歌番組にも出演するようになり、TBSテレビの音楽番組「ザ・ベストテン」においては6週にわたってランクインした。 最終的な売上枚数は32.8万枚。
タイアップとなったスズキのCMに出演していた小林麻美は、所属事務所の先輩。
担当ディレクターが同じだった縁からコラボレーションが叶った。レコードジャケットの写真は小林が撮影したものを使用。また、池田のステージ衣装のスタイリングも小林が担当した。
池田の出身地である栃木県烏山町では町をあげて応援する盛り上がりとなり、ランクインすることが新聞欄で分かると、毎週朝にランクインを知らせる町内放送が流れることとなった。

## 収録曲
1. モノクローム・ヴィーナス
作詞：松本一起　作曲：佐藤健　編曲：清水信之
スズキ・アルトCMソング、 テレビ朝日系『PEEK A BOO』EDソング
2. 砂丘〜ハイヌーン・ロマンス〜
作詞：SHOW　作曲：梅垣達志　編曲：清水信之